# Tłuczykąt
Tłuczykąt (niem. Tluczykont) – część Tarnowskich Gór. Należy do dzielnicy Pniowiec, jest położony w północnej części miasta.

## Geografia

### Położenie
Tłuczykąt znajduje się w odległości ok. 5 km w linii prostej od tarnogórskiego śródmieścia oraz ok. 2,5 km od centrum dzielnicy, do której należy. Obejmuje budynki zlokalizowane wzdłuż ulicy Chemików – drogi przebiegającej przez kompleks Lasów Lublinieckich łączącej Sowice z Pniowcem.
Pod względem fizycznogeograficznym obszar Tłuczykąta należy do mikroregionu Obniżenia Małej Panwi będącego częścią mezoregionu Równiny Opolskiej (318.57), który należy do makroregionu Niziny Śląskiej (318.5).
Historycznie miejscowość leży przy wschodniej granicy Górnego Śląska i zajmuje północną część ziemi bytomskiej.

### Geologia i gleby
Występują grube utwory czwartorzędowe: plejstoceńskie piaski, żwiry i gliny zwałowe naniesione przez lodowiec w czasie zlodowacenia Odry. Na północ i północny wschód od Tłuczykąta występują różnokształtne wydmy utworzone z piasków eolicznych, dolinę Pniowca wyścielają osady holoceńskie, głównie muły.
Mezozoik reprezentują iły kajprowe leżące na wapieniach środkowego triasu przykryte piaskami czwartorzędowymi. Tereny leśne położone na wschód od Tłuczykąta wchodzą w skład ciągnącego się od zakładów „Fazos” pasa dolomitów kruszconośnych, powstałych z przekształcenia stropowych części formacji gogolińskiej oraz warstw terebratulowych, karchowickich i częściowo niższych partii dolomitów diploporowych.
Fragment Tarnowskich Gór pomiędzy Tłuczykątem a Sowicami spoczywa z kolei na fałdzie dolnokarbońskiego kulmu zbudowanego z szarogłazów, zlepieńców i łupków.
Przeważają gleby bielicowe wytworzone z czwartorzędowych piasków słabo gliniastych świeżych ze znacznym udziałem żwirów w niektórych miejscach. Cechują się one niewielką żyznością i niską zasobnością w składniki łatwo przyswajalne dla roślin, stąd zaliczane są do użytków rolnych V–VI klasy, a porastają je głównie lasy szpilkowe. Dolinę Pniowca wyściełają gleby bagienne i pobagienne: mułowe, torfowe i murszowe zbliżone do madów rzecznych.

### Ukształtowanie powierzchni
Tłuczykąt stanowi południową część subsekwentnej Doliny Małej Panwi, która jest obniżeniem o charakterze pradoliny pomiędzy Progiem Środkowo- a Górnotriasowym. Powstała ona w iłach kajprowych leżących na wapieniach środkowego triasu przykrytych piaskami czwartorzędowymi, a jej powierzchnia uformowana jest w rozległe płaskie działy opadające stopniami erozyjnymi w kierunku zachodnim. Działy porozcinane są dolinkami niewielkich rzek o płaskich dnach, dodatkowo ich powierzchnie zostały miejscami przeobrażone w wyniku procesów eolicznych. Dzięki tym procesom wykształciły się misy deflacyjne oraz pola wydmowe z wydmami parabolicznymi, których szczególnie dużo znajduje się na północny wschód od Tłuczykąta, są to tzw. Góry Koszęckie Wielkie i Małe.

### Klimat
Obszar Tłuczykąta znajduje się w północnym podregionie klimatycznym miasta Tarnowskie Góry charakteryzującym się słabszym zróżnicowaniem warunków klimatycznych, które kształtowane są pod wpływem płytko zalegających wód gruntowych oraz rozległych kompleksów leśnych.

### Hydrografia
Powierzchnia Tłuczykąta położona jest w całości w dorzeczu Odry, w zlewni Potoku Pniowieckiego. Rzeka ta na terenie miejscowości biegnie ze wschodu na północny zachód, ma prawie w całości uregulowany przebieg i stanowi odbiornik oczyszczonych i surowych ścieków oraz wód opadowych. Ponadto prawie wszystkie potoki znajdujące się w otaczających Tłuczykąt lasach w dolinie Małej Panwi zostały przekształcone w rowy melioracyjne.

## Przyroda i ochrona środowiska

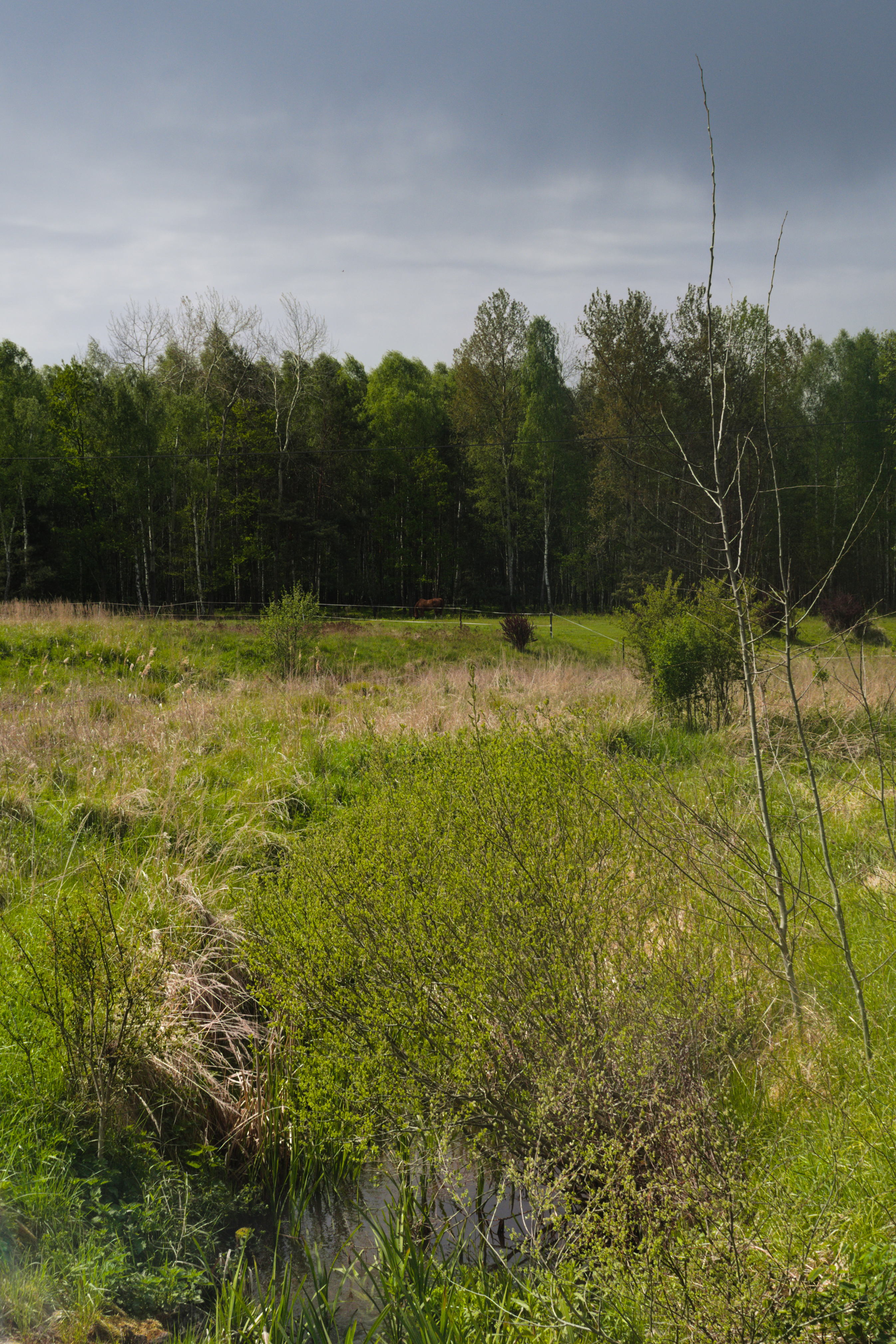
Łąka i potok Pniowiec w Tłuczykącie (2020)

### Flora
W Tłuczykącie, w dolinie potoku Pniowiec, znajduje się kompleks cennych i zróżnicowanych siedliskowo wilgotnych łąk ze związku Molinion. Obecne są m.in. trzęślica modra (Molinia caerulea), ostrożeń łąkowy (Cirsium rivulare), rdest wężownik (Polygonum bistorta) i krwawnica pospolita (Lythrum salicaria). Gatunkami roślin objętymi ochroną wykazanymi podczas badań waloryzacyjnych z 2012 roku są np. kukułka szerokolistna (Dactylorhiza majalis), bobrek trójlistkowy (Menyanthes trifoliata), bagno zwyczajne (Ledum palustre) czy skrzyp pstry (Equisetum variegatum), które porastają torfowiska.
Wokół osady znajduje się również las gospodarczy, w którego skład wchodzi głównie sosna zwyczajna (Pinus sylvestris), a także świerk pospolity (Picea abies) i dąb szypułkowy (Quercus robur).

### Fauna
W pobliżu Tłuczykąta znajdują się stanowiska lęgowe ptaków z listy załącznika I dyrektywy ptasiej – cierniówki (Curruca communis), gąsiorka (Lanius collurio) oraz dzięcioła czarnego (Dryocopus martius).
Podczas badań w 2012 zaobserwowano objętego ścisłą ochroną gatunkową ptaka – krzyżodzioba świerkowego (Loxia curvirostra) – oraz objęte od 2014 ochroną częściową (wcześniej ochroną ścisłą) gatunki płazów i gadów – traszkę zwyczajną (Lissotriton vulgaris) i padalca (Anguis sp.).

### Ochrona środowiska
W 1995 zespół przyrodników z Uniwersytetu Śląskiego w Katowicach zaproponował utworzenie na leżącym między Tłuczykątem a stacją rozrządową Tarnowskie Góry fragmencie lasu rezerwatu przyrody o nazwie „Oles”. Miałby on chronić cenne zbiorowiska olsu porzeczkowego (Ribo nigri-Alnetum) i łęgu olszowo-jesionowego (Circaeo-Alnetum) oraz dwa reliktowe gatunki mszaków: mszar nastroszony (Palludella squarrosa) i Helodium blandowii.
W roku 2012 grupa specjalistów przygotowująca na zlecenie Urzędu Miejskiego w Tarnowskich Górach dokument Aktualizacja waloryzacji przyrodniczej miasta Tarnowskie Góry zasugerowała objęcie łąk na obszarze Tłuczykąta ochroną w formie obszaru chronionego krajobrazu pod nazwą „Łąki w Tłuczykącie i Pniowcu”.
Do 2020 żadna decyzja ws. ustanowienia w Tłuczykącie powyższych form ochrony przyrody nie została podjęta.

## Nazwa
Nazwa miejscowości należy do grona nazw topograficznych, nawiązujących do cech terenu, na którym została założona. W sposób pejoratywny określa lokalizację przysiółka ‘na odludziu’, 'z dala od innych osad’.

## Historia i administracja

Tłuczykąt zaznaczony na mapie bytomskiego państwa stanowego jako „Tluczekant”, fragment dzieła Silesia in Compendio… Friedricha Bernharda Wernhera, XVIII wiek

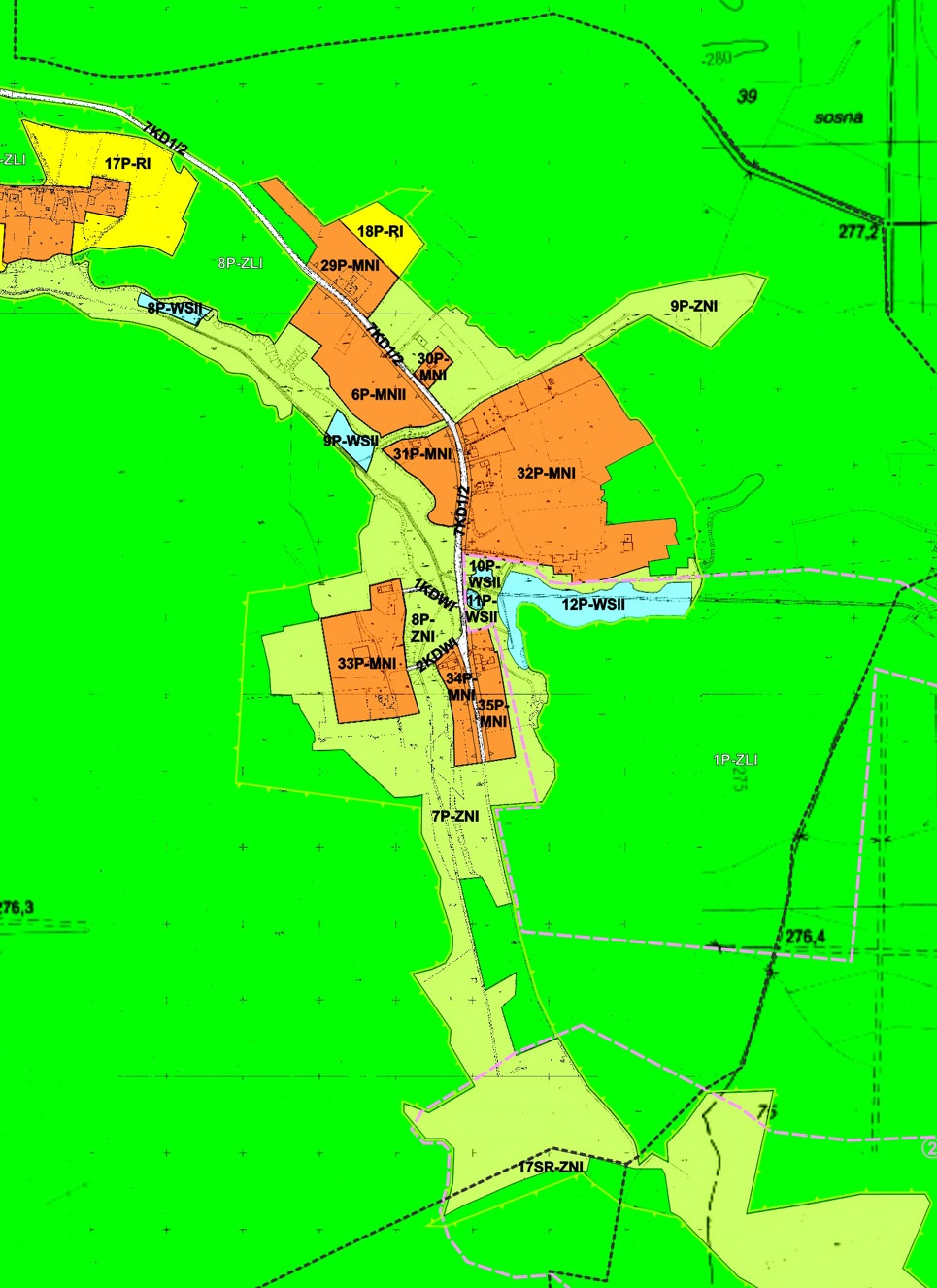
Tłuczykąt na fragmencie mapy będącej załącznikiem do miejscowego planu zagospodarowania przestrzennego północnych dzielnic miasta Tarnowskie Góry

Jedna z pierwszych wzmianek o położonej w lesie na trakcie z Sowic do Pniowca osadzie pochodzi z 1793 roku, kiedy to wymieniono domostwa Tluz zwane też Tluczekant należące do wsi Boruszowice, będącej wówczas własnością starosty bytomskiego, hrabiego Łazarza III Henckla von Donnersmarcka. Jeszcze wcześniej, bo w 1736 roku, Tłuczykąt (jako Tluczekant) pojawia się na mapie księstwa opolskiego autorstwa Iohannesa Wolfganga Wielanda. Johann Georg Knie w wykazie miejscowości z 1845 roku podaje jeszcze jedną wersję nazwy – Tlucicunt. Z kolei na mapie zalegania złóż kruszcowych w rejonie Tarnowskich Gór z 1884 roku miejscowość widnieje jako Tluczykont, będącą niemiecką nazwą urzędową tej miejscowości.
Osada pierwotnie miała charakter leśnego przysiółka o niewielkim skupieniu zabudowy i była jedną z najmniejszych w rejonie tarnogórskim. Było to osiedle samorodne, powstałe w sposób bezplanowy, składające się z kilku domostw zajmujących parcele, które do dziś charakteryzują się nieregularnymi kształtami i różnymi wielkościami.
W podziale administracyjnym Tłuczykąt nigdy nie był wymieniany jako odrębna jednostka; jego mieszkańcy ujmowani byli w statystykach razem z najbliższą wsią o rodowodzie średniowiecznym, a więc z Pniowcem. Administracyjnie wieś należała najpierw do powiatu bytomskiego (niem. Kreis Beuthen), zaś od 1873 do powiatu tarnogórskiego (niem. Kreis Tarnowitz). W 1922 roku, kiedy po zakończeniu I wojny światowej ziemia tarnogórska została podzielona między Niemcy i II Rzeczpospolitą, Tłuczykąt wraz z Pniowcem i Boruszowicami znalazł się po stronie polskiej. W czasie II wojny światowej Tłuczykąt należał do powiatu bytomsko-tarnogórskiego (niem. Landkreis Beuthen-Tarnowitz) z siedzibą w Tarnowskich Górach.
W ramach administracji kościelnej wioska do 1887 należała do parafii św. Marcina w Tarnowicach Starych. Od kościoła parafialnego wiernych dzieliło około 7 km drogi. W 1887 Tłuczykąt wraz z Pniowcem włączono do nowo utworzonej parafii w Rybnej z kościołem Najświętszego Serca Pana Jezusa, a w 1984 roku do parafii Matki Boskiej Królowej Wszechświata w Pniowcu.
W 1927 w Tłuczykącie znajdowała się gajówka, w pobliżu której ujęci zostali zbiegli z aresztu w Tarnowskich Górach Mieczysław G., Franciszek R. i Oskar P.
Ostatecznie Tłuczykąt został kolonią Pniowca, który wszedł w skład miasta Strzybnica i jako jego część 27 maja 1975 został włączony do Tarnowskich Gór.
Obecnie wg miejscowego planu zagospodarowania przestrzennego duża część działek na obszarze Tłuczykąta jest przeznaczona pod tereny zabudowy mieszkaniowej jednorodzinnej.

## Transport

### Transport drogowy

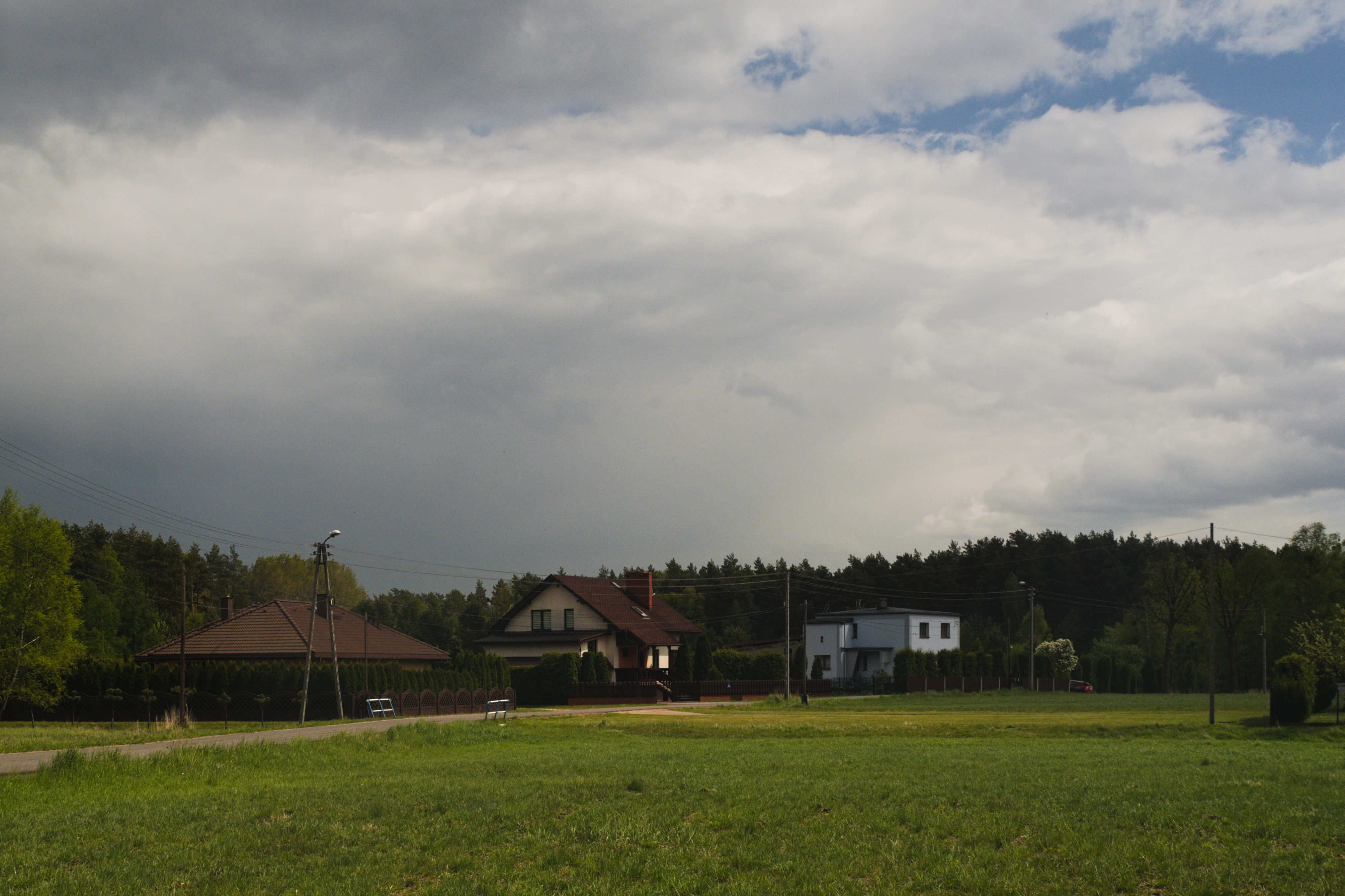
Domy przy ul. Chemików w Tłuczykącie (2020)

Główną drogą przebiegającą przez Tłuczykąt, która rozpoczyna się na skrzyżowaniu administrowanej przez Zarząd Dróg Powiatowych w Tarnowskich Górach ulicy Jagodowej z drogą leśną prowadzącą w kierunku Miasteczka Śląskiego, jest ulica Chemików. Najpierw biegnie ona w kierunku południowo-wschodnim, a po 650 metrach skręca na południe. Jej utwardzony odcinek mierzący 1612 metrów jest administrowany przez Miejski Zarząd Ulic i Mostów w Tarnowskich Górach. Ma oznaczenie 270 027 S i jest drogą klasy D. Kończy się przy posesji numer 17. Dalej w kierunku Sowic droga jest nieutwardzona i należy do Lasów Państwowych.

### Komunikacja miejska
Ulicą Chemików nie została poprowadzona komunikacja miejska. Przystankiem autobusowym zlokalizowanym najbliżej Tłuczykąta jest Pniowiec Pętla oddalony o 2 km od zabudowań osady. Stamtąd odjeżdżają autobusy linii 670, 671 i 738 w kierunku Strzybnicy, Miedar oraz centrum Tarnowskich Gór.

### Transport kolejowy
Najbliższym przystankiem jest oddalone o 3,8 km w linii prostej Miasteczko Śląskie. Prowadzi do niego droga leśna. Stacja Tarnowskie Góry jest oddalona o 4,8 km, zaś nieobsługująca ruchu pasażerskiego od 2011 roku stacja Tarnowskie Góry Strzybnica – o 3,9 km.